# Alois Tylínek
Alois Tylínek (20. srpna 1884 Mančice – 27. srpna 1965 Kolín) byl český politik, římskokatolický kněz, papežský komoří a osobní arciděkan.

## Život

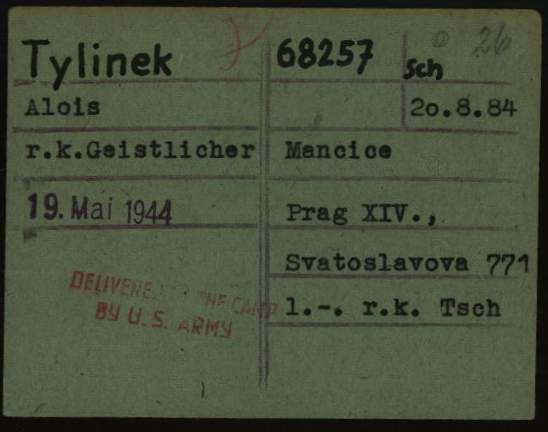
Registrační karta Aloise Tylínka jako vězně v koncentračním táboře Dachau

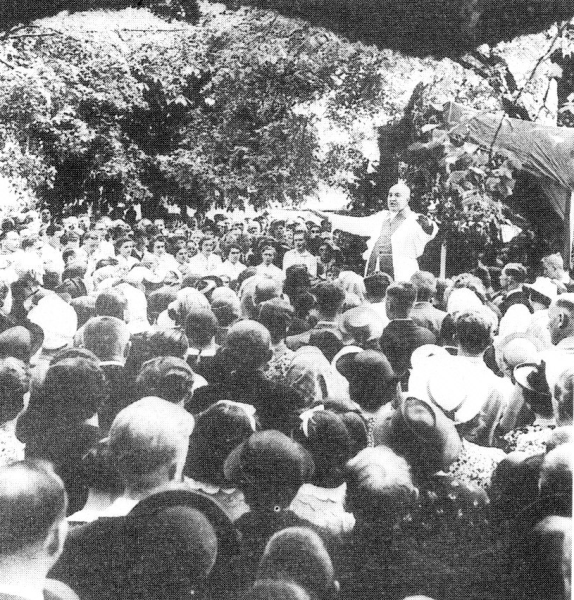
P. Alois Tylínek káže na národní pouti na Budči v červnu 1939.

Vystudoval gymnázium v Kolíně a bohosloveckou fakultu Univerzity Karlovy v Praze. Na kněze byl vysvěcen roku 1907. Jako vyšehradský kaplan byl v roce 1912 zvolen starostou první pražské orelské jednoty. Za první světové války sloužil jako polní kurát. V letech 1922 až 1959 byl farářem a následně děkanem ve farnosti u kostela sv. Václava v pražských Nuslích, kde také oslavil padesáté výročí kněžského vysvěcení. Stal se také náměstkem primátora hlavního města Prahy Dr. Karla Baxy (od roku 1934), kterým byl před i po druhé světové válce, a členem českého zemského zastupitelstva (od roku 1937). Za nacistické okupace byl vězněn v Terezíně a později v Dachau. Asi měsíc po svém propuštění (osvobození Dachau americkou armádou) z koncentračního tábora sloužil zádušní mši za Emila Háchu.
V parlamentních volbách v roce 1946 byl zvolen poslancem Ústavodárného Národního shromáždění za ČSL. V parlamentu setrval do konce funkčního období, tedy do voleb do Národního shromáždění roku 1948.
Po únorovém převratu byl zbaven všech politických a většiny veřejných funkcí (do roku 1960 vykonával funkci děkana na 2. pražském vikariátu u sv. Václava v Nuslích). Na penzi žil v Kolíně. Stal se čestným občanem města Kolína. Zemřel roku 1965 v Kolíně a byl pohřben na zdejším městském hřbitově.
Roku 1989 byl posmrtně vyznamenán českým[zdroj?] válečným křížem a českou vojenskou medailí za zásluhy[zdroj?].